# Heymans (cratère)
Heymans est un cratère d'impact lunaire situé au sud-est de la face cachée de la Lune. Il se trouve entre les cratères Poinsot, Hippocrates et Rozhdestvenskiy et au nord du cratère Hermite. Ce cratère a été fortement érodé par les impacts ultérieurs. De nombreux petits craterlets coupent son contour circulaire.
En 1970, l'union astronomique internationale a donné le nom du prix Nobel de médecine belge Corneille Jean François Heymans à ce cratère lunaire.

## Cratères satellites

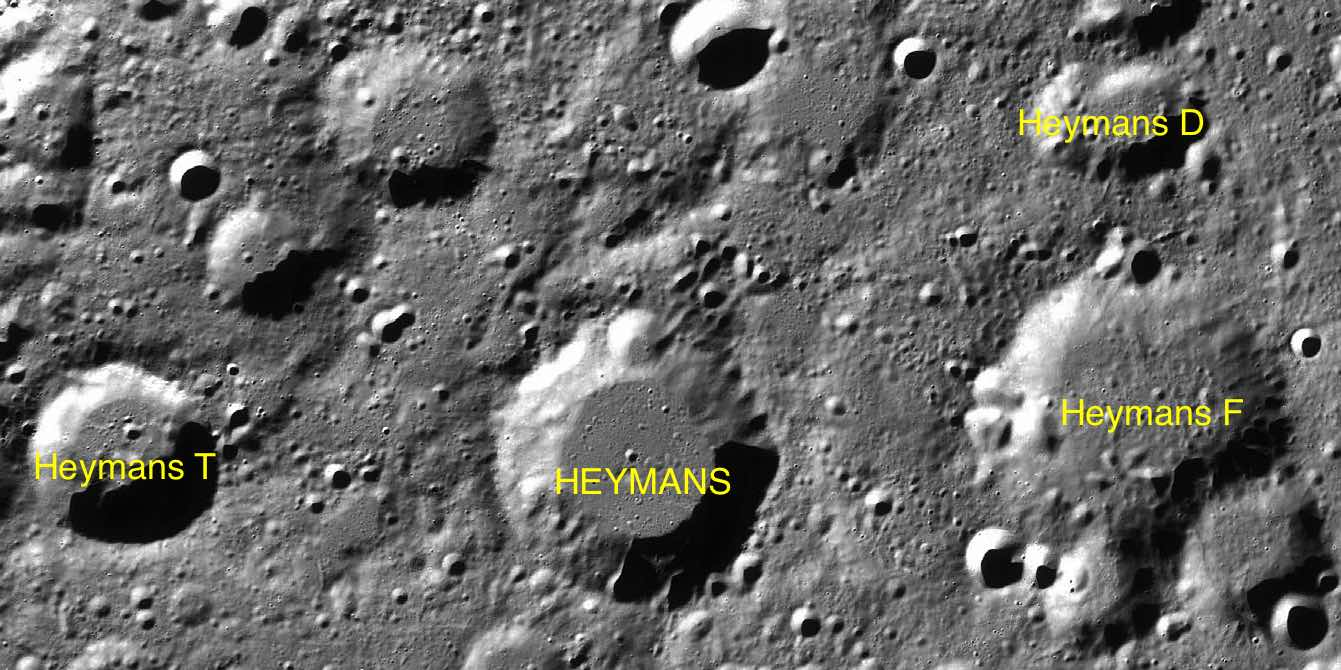
Carte des cratères satellites de Heymans.

Les cratères dit satellites sont de petits cratères situés à proximité du cratère principal, ils sont nommés du même nom mais accompagnés d'une lettre majuscule complémentaire (même si la formation de ces cratères est indépendante de la formation du cratère principal). Par convention ces caractéristiques sont indiquées sur les cartes lunaires en plaçant la lettre sur le point le plus proche du cratère principal. Liste des cratères satellites de Heymans : 
| Heymans | Latitude | Longitude | Diamètre |
| ------- | -------- | --------- | -------- |
| D       | 76.8° N  | 132.3° W  | 25 km    |
| F       | 75.0° N  | 133.6° W  | 50 km    |
| T       | 75.2° N  | 155.4° W  | 31 km    |